# خانه معین‌التجار بوشهری
خانه معین التجار بوشهری متعلق به معینالتجار بوشهری مربوط به دوره قاجار است و در تهران، خیابان لاله زار، خیابان بوشهری واقع شده و این اثر در در سال ۹۲ به‌عنوان یکی از آثار ملی ایران به ثبت رسیده‌است.
این خانه در ۲ طبقه توسط معین التجار بوشهری نماینده دوره اول و سوم مجلس شورای ملی بنا و در دهه ۵۰ به ساختمان اداره مبازره با مواد مخدر و سپس شهربانی تهران می‌شود و به عنوان آخرین اثر ثبتی تهران رها شده و در حال ویرانی است.

## معماری

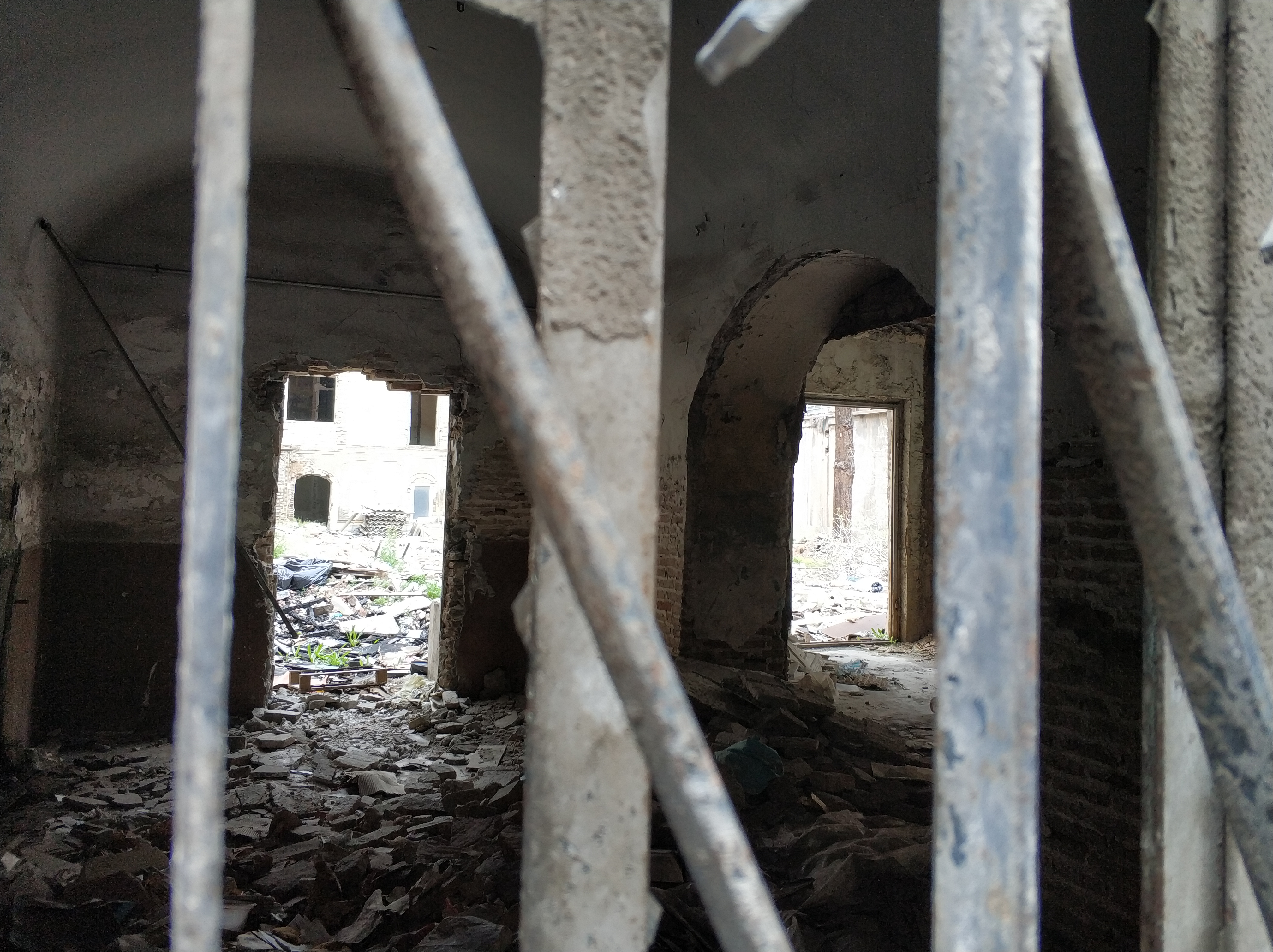
منظره درون خانه بوشهری از پشت پنجره‌های بسته

خانه معین‌التجار بوشهری در دو طبقه ساخته شده است. نمای بیرونی خانه با آجر مهری (نقش‌دار) و هرهچینی تزئین شده‌است. طبقه همکف (بیرونی) خانه ویژه پذیرایی از مهمان‌ها بوده و نسبت به طبقه بالا همگانی‌تر و به نوعی بیرونی بنا به‌شمار می‌رود. پلکان خانه در بخش میانی طبقه همکف قرار دارد. طبقه یکم (اندرونی) مخصوص مهمان‌های ویژه همچون شاه و درباریان است و سقف آن نسبت به بیرونی بلندتر است و دارای چندین اتاق است. در بالای پنجره‌ها از المان معماری سنتوری به صورت مودول، استفاده شده است. پنجره‌ها چوبی و به صورت ۲ لته است. درهای ورودی و پنجره‌ها قبلاً چوبی بوده اما در دوره پهلوی به دلیل تغییر کاربری این بنا از مسکونی به شهربانی، به آهنی تغییر داده شد. پوشش سقف، تیرچوبی با توفال است و در شیروانی از خرپا چوبی استفاده شده که روی آن ورق آهنی کشیده شده‌است. در قسمت‌هایی از بنا طاقچه‌های کوتاه (رف) وجود دارد.